# Nance (film)
Nance è un film muto del 1920 diretto da Albert Ward.

## Produzione
Il film fu prodotto dalla G.B. Samuelson Productions.

## Distribuzione
Distribuito dalla General Film Distributors (GFD), il film uscì nelle sale cinematografiche britanniche nel luglio 1920.